# Klarinettenkonzert Nr. 1 (Weber)
Das Klarinettenkonzert Nr. 1 in f-Moll op. 73 hat Carl Maria von Weber für den Klarinettenvirtuosen Heinrich Joseph Baermann geschrieben. Es wurde am 13. Juni 1811 von Baermann in München uraufgeführt und zählt heute zu den meist gespielten Klarinettenkonzerten. Gesamtspielzeit: ca. 21 Minuten.

## Entstehungsgeschichte
1811 lernte Weber in München den Klarinettenvirtuosen Heinrich Joseph Baermann kennen. Begeistert von dessen Klarinettenspiel schrieb er ihm das Concertino Es-Dur op. 26 (J. 109), welches vom Publikum so gut aufgenommen wurde, dass der König von Bayern bei ihm zwei weitere Klarinettenkonzerte, ein Fagottkonzert und ein Cellokonzert in Auftrag gab. Bereits kurz darauf vollendete Weber sein Klarinettenkonzert Nr. 1 f-Moll op.73 (J. 114), das Klarinettenkonzert Nr. 2 Es-Dur op. 74 (J. 118) sowie das Fagottkonzert F-Dur op. 75 (J 127). Das in Auftrag gegebene Cellokonzert hat Weber jedoch nie geschrieben. Der erste Druck des Konzertes erfolgte jedoch erst 1822 beim Verlag Schlesinger in Berlin.

## Instrumentierung und Satzbezeichnungen

### Instrumentierung
Solo-Klarinette in B, 2 Flöten, 2 Oboen, 2 Fagotte, 3 Hörner in F und Es, 2 Trompeten in F, Pauke in F und C, Streicher
(Allerdings hat Weber die Partitur so eingerichtet, dass das Werk auch mit nur zwei Hörnern gespielt werden kann. Die Urtextausgabe von Günter Haußmann hat dies im Anhang dokumentiert.)

### Satzbezeichnungen
1. Satz: Allegro (f-Moll)
2. Satz: Adagio ma non troppo (C-Dur)
3. Satz: Rondo – Allegretto (F-Dur)

## Zur Musik

### 1. Satz
Der erste Satz steht im 3/4-Takt und in der Grundtonart des Konzertes f-Moll. Formal handelt es sich um eine Sonatenhauptsatzform, wobei Weber die klassische Form immer wieder abwandelt.
Der Satz beginnt mit einer Einleitung des Orchesters, wobei das erste Thema zunächst von den Celli und Kontrabässen im Pianissimo vorgestellt wird. Nach einem Akkord des ganzen Orchesters im Fortissimo werden Motive des Themas vom gesamten Orchester gespielt, wobei Weber insbesondere den punktierten Rhythmus des Themenkopfes verwendet. Nach einer Wiederholung des gesamten ersten Themas im Pianissimo und zwei Generalpausen setzt die Solo-Klarinette mit einem neuen Thema ein, welches wie das erste Thema in f-Moll steht. Nach einem kurzen Zwischenspiel des gesamten Orchesters setzt die Klarinette mit dem Seitenthema in B-Dur ein. Die Exposition endet mit einem Triolenlauf in der Klarinette, über welchen Baermann eine Variation in 16teln geschrieben hat, die heute bei den meisten Aufführungen direkt im Anschluss an den Triolenlauf als sogenannte Baermann-Kadenz gespielt wird.
Die Durchführung beginnt mit einem Orchesterzwischenspiel, in welchem vor allem Motive des ersten Themas verwendet werden. Es endet mit absteigenden Dreiklangsbrechungen in den Celli, worauf die Klarinette im Pianissimo mit einem Thema im Chalumeau-Register einsetzt. Nach einer Chromatik folgt das Dur-Thema, welches wiederum in einem Triolenlauf endet. Dieser geht in einen 16tel-Lauf der Solo-Klarinette über, worüber die Holzbläser abwechselnd den Themenkopf des ersten Themas spielen.
Der Übergang zur Reprise lässt sich nicht genau definieren, da die Durchführung fließend in die Reprise übergeht. Zunächst erklingt eine überleitende Thematik aus der Exposition, ehe wieder das Anfangsthema der Klarinette erscheint, welches jedoch direkt in ein lautes Orchestertutti mit dem Anfangsthema des Orchesters übergeht. Hierauf folgen virtuose Läufe der Solo-Klarinette, welche mit einer Trillerkette enden, worauf ein letztes Mal das Anfangsthema im gesamten Orchester erklingt, ehe der Satz nur mit Streichern, der Solo-Klarinette und einem Paukenwirbel im Pianissimo verklingt.

### 2. Satz
Der zweite Satz steht im 4/4-Takt und in C-Dur. Formal handelt es sich um eine dreiteilige Liedform.
Der Satz beginnt mit einem ruhigen, sanglichen Thema in der Solo-Klarinette, begleitet von den Streichern, welches dreimal wiederholt wird. Hierbei wird das Thema bei jeder Wiederholung variiert und auch die Begleitung wird komplexer. So kommen bei der ersten Wiederholung die Fagotte und bei der zweiten die Oboen hinzu. Anschließend folgt das zweite deutlich dramatischere Thema, welches in c-Moll steht. Gespielt wird es von den Streichern und den Holzbläsern, wozu die Solo-Klarinette Dreiklangsbrechungen spielt. Danach folgt ein Abschnitt, in welchem nur die Solo-Klarinette begleitet von drei Hörnern ein choralartiges Thema spielt. Einen ähnlichen Abschnitt gibt es im Adagio von Webers Fagottkonzert, in welchem nur das Solo-Fagott begleitet von zwei Hörnern spielt. Auffällig im Klarinettenkonzert ist, dass das dritte Horn nur im zweiten Satz besetzt ist. Mit einer lange übergehaltenen Note in der Solo-Klarinette endet der Abschnitt und es folgt wieder das erste Thema, begleitet von den Streichern. Dieses geht wiederum über in das choralartige Thema von Klarinette und Hörnern, mit welchem der Satz endet.

### 3. Satz
Der dritte Satz steht im 2/4-Takt und in F-Dur. Formal handelt es sich entsprechend der Satzbezeichnung um ein Rondo.
Der Satz beginnt mit dem schnellen und durch die ungewöhnliche Rhythmik unterhaltsamen Rondothema in der Solo-Klarinette, begleitet von den Streichern. Es folgt das erste Couplet, welches durch einen Wechsel zwischen Orchestertuttis und Solopassagen gekennzeichnet ist. Das Rondothema tritt danach zunächst in der Dominante auf, ehe es wieder in seiner originalen Form in der Tonika erscheint. Das zweite Couplet beginnt mit einem verhältnismäßig langen Orchesterzwischenspiel, ehe die Solo-Klarinette mit einem kadenzartigen Sololauf einsetzt, welcher in einem Tuttiakkord endet. Hierauf folgt ein Thema der Solo-Klarinette in der Moll-Parallele d-Moll, wonach ein Thema in den Holzbläsern kommt, welches wieder zum Rondothema in der Solo-Klarinette überleitet. Nach dem Rondothema kommt ein weiteres Couplet, welches wieder in der Grundtonart F-Dur steht. Das darauf folgende Rondothema hat durch Tonrepetitionen in den Trompeten und der Pauke einen deutlich stärker nach vorne drängenden Charakter, welcher auch durch die Trillerkette der Solo-Klarinette am Ende des Themas verstärkt wird. Das anschließende Zwischenspiel des Orchesters greift thematisch das Rondothema auf und leitet die virtuosen 16tel-Läufe der Solo-Klarinette in der Stretta ein. Das Konzert endet mit einem ausgehaltenen Fortissimo-Akkord des ganzen Orchesters.